# Инвалидный дом

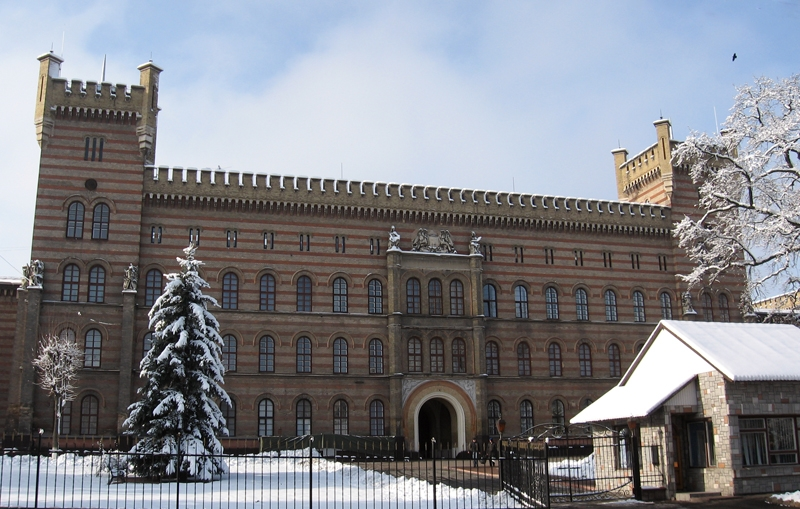
Дом инвалидов (Львов)

Инвалидные дома — богадельни для содержания военных инвалидов и их семейств.

## Первые инвалидные дома

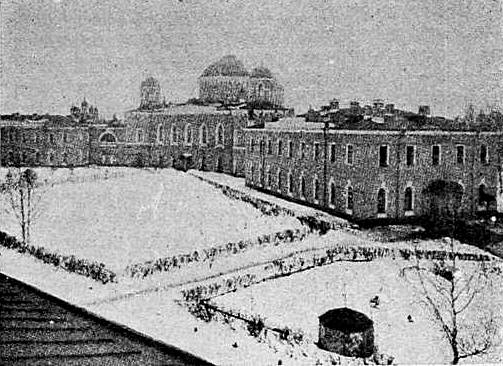
Чесменская богадельня
(фото из «Военной энциклопедии»; 1913)

Первые учреждения такого рода были устроены во Франции в 1606 г. Генрихом IV; это были два госпиталя: христианского милосердия и св. Людовика. В 1671 г. Людовик XIV основал в Париже знаменитый Hôtel des invalides.
До конца XVII века возникли благоустроенные, монументальные по архитектуре инвалидные дома в Англии (военный госпиталь в Челси, Гринвичский госпиталь для моряков), а несколько позже — в Берлине и в Австрии (Инвалидовна).
В России первый  инвалидный дом на ограниченное число призреваемых был учрежден при Екатерине II — Каменноостровский. Затем, уже при Николае I, появились значительные по числу призреваемых инвалидные дома, названные военными богадельнями: Чесменская, близ Санкт-Петербурга, и Измайловская, близ Москвы.

## XIX век
В конце XIX века в главнейших европейских государствах существовали следующие инвалидные дома:
- В Германии — в Берлине с отделением в Карлсгафене на 27 офицеров и 311 нижних чинов; в Слупско на 4 офицеров и 70 нижних чинов; в Бенедиктбайерне, Нимфенберге и Кенигсгофене на 15 офицеров и 260 нижних чинов.
- В Австрии — в Вене с отделением в Нейлерхенфельдте, Праге, Тирнау и Львове (см. Дом инвалидов во Львове), всего на 200 офицеров и 200 нижних чинов.
- Во Франции — в Париже колоссальный дом Инвалидов на 5 тыс. человек и в Авиньоне.
- В Англии — в Челси и в Гринвиче со школами для осиротевших солдатских детей, в Дентфорте и в Портсмуте.

## Инвалидные дома в Российской империи

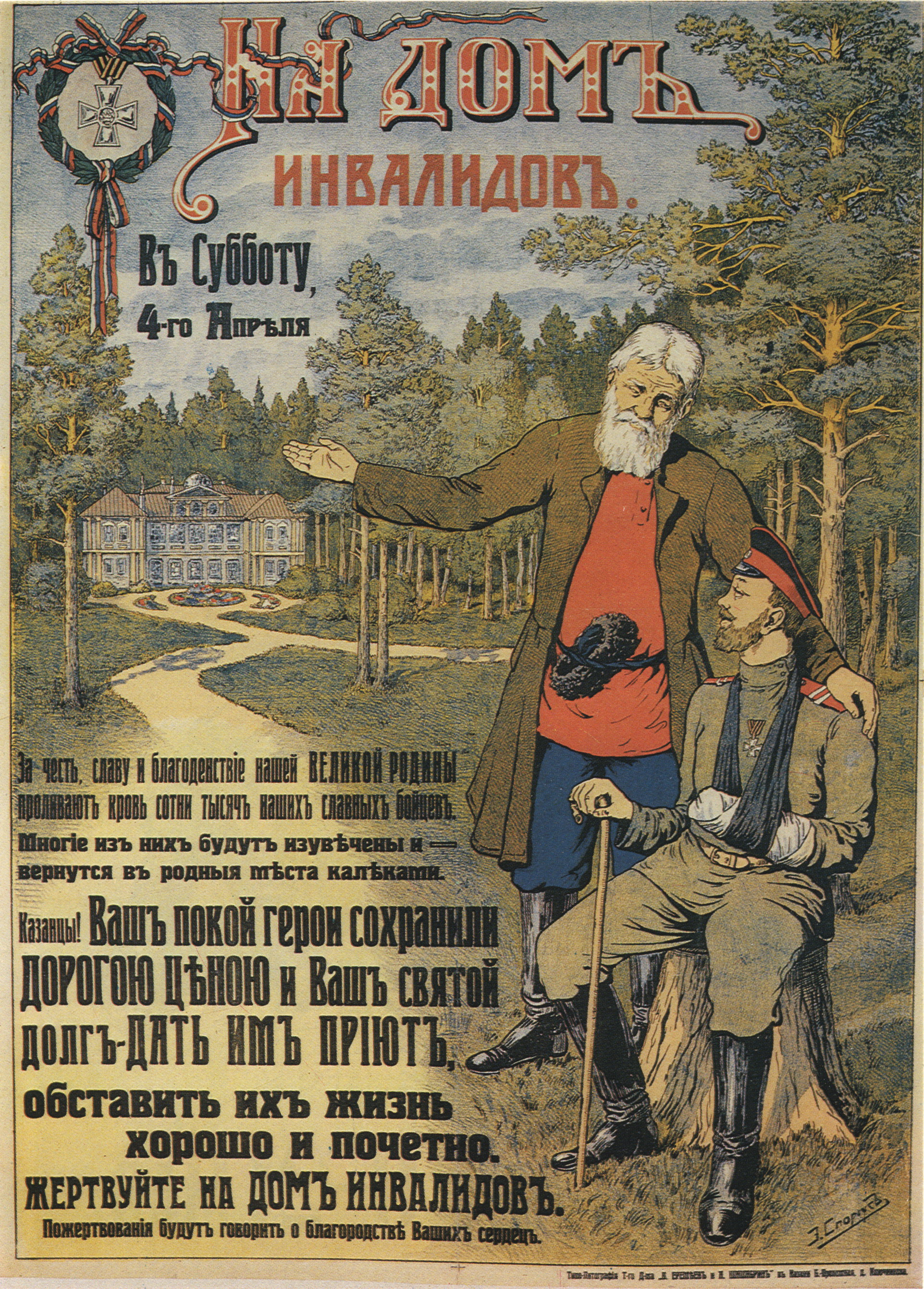
Плакат с призывом жертвовать на дом инвалидов. 1914.

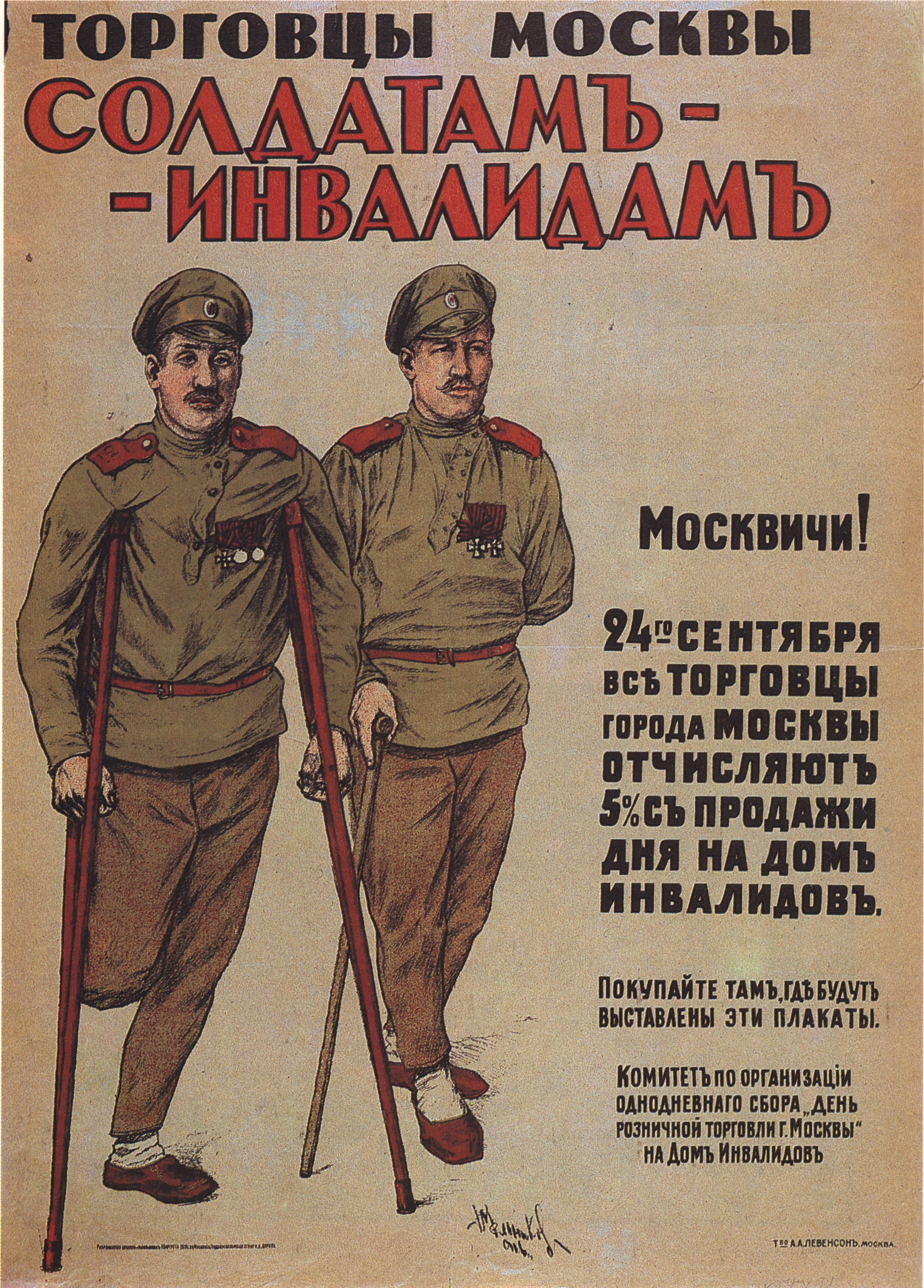
Плакат «Торговцы Москвы — солдатам-инвалидам». 1916.

### в Санкт-Петербурге
1. Николаевская Чесменская военная богадельня и при ней семейные инвалидные дома, на 16 офицеров, 4 фельдфебелей и 456 нижних чинов.
2. Инвалидный дом императора Павла I (прежде именовался Каменноостровский), учрежденный Екатериной II по ходатайству наследника престола, на 50 престарелых и увечных офицеров и нижних чинов флота.
3. Мариинский приют для ампутированных и увечных воинов. (Св. В. П. кн. VIII).
4. Дом призрения престарелых и увечных в память императора Николая I в Петергофе на 13 человек.

### в Москве
1. Александровское убежище для увечных и престарелых воинов русско-турецкой войны 1877—1878 (здания убежища не сохранились).
2. Николаевская Измайловская военная богадельня с семейным при ней Инвалидным домом на то же число офицеров и фельдфебелей и на 416 нижних чинов[1].
3. Шереметевский дом призрения штаб— и обер-офицеров, состоящий в ведении Опекунского совета.
4. Приют св. Пантелеймона для призрения увечных воинов русско-турецкой войны 1877—1878 гг., учрежденный в память взятия Плевны.

### прочие Инвалидные дома
1. Собственный каменный дом на южной окраине Печерска, пожалованный завещанием генерал-фельдмаршала Александра Прозоровского.
2. Лопухинский дом призрения инвалидов в Порховском уезде Псковской губ.
3. Домик для двух инвалидов при Бородинском памятнике.
4. Караульные домики при памятниках: Краснинском (в г. Красном Смоленской губ.), Класницком (в дер. Класницах Витебской губ.) и великому князю Дмитрию Донскому (на Куликовском поле, Епифанского у. Тульской губ.) и для одного инвалида при памятнике над прахом убитого в 1812 г. ген.-м. Кульнева (при дер. Сивошиной Витебской губ.). Все эти учреждения состоят в ведении Александровского комитета о раненых и содержатся на счет И. капитала.
5. Инвалидные приюты, или хутора, для инвалидов Черноморского флота, учреждение которых было начато в 1862 г.; всего таких хуторов было 28; близ Николаева — 21, по хутору на одно семейство, и близ Севастополя — 7, по хутору на два семейства.
6. Тыкоцинский аллюминат, учрежденный по духовному завещанию литовского маршала Веселовского, в 1638 г., в г. Тыкоцине, на 23 инвалида исключительно римско-католического исповедания, преимущественно из дворян и в особенности из рода Веселовских.